# Josh Lucas
Josh Lucas, all'anagrafe Joshua Lucas Easy Dent Maurer (Little Rock, 20 giugno 1971), è un attore statunitense.

## Biografia
Figlio di un medico e di una infermiera, è il primo di quattro fratelli. Si trasferisce molte volte, a causa dell'attivismo politico dei genitori. Nel 1981 si stabilisce nello Stato di Washington, dove si diploma alla "Gig Harbor High School" nel 1989 e dove ha i primi contatti con la recitazione. Successivamente si trasferisce a Los Angeles, dove inizia a lavorare in varie serie tv. Debutta al cinema nel film Alive - Sopravvissuti, poi seguono film come American Psycho, A Beautiful Mind e Tutta colpa dell'amore.
Nel 2003 ottiene il ruolo del cattivo nel film Hulk di Ang Lee, fino a partecipare a Poseidon, remake de L'avventura del Poseidon del 1972. Nel 2006 partecipa come protagonista nelle vesti di un allenatore di pallacanestro di una squadra di college nel film Glory Road, basato su una storia vera. Dal 2012 è protagonista della serie televisiva Il socio, basata sull'omonimo romanzo di John Grisham. Dal 2014 al 2016 recita nella serie TV The Mysteries of Laura.

## Vita privata
Ha sposato Jessica Ciencin Henriquez, una scrittrice freelance, nel marzo 2012. Il 29 giugno 2012 la coppia ha avuto il primo figlio, Noah Rev Maurer. Ciencin Henriquez ha richiesto il divorzio a New York nel gennaio 2014
, ottenendolo nell'ottobre dello stesso anno.

## Filmografia

### Cinema
- Alive - Sopravvissuti (Alive), regia di Frank Marshall (1993)
- Famiglia in fuga (Father Hood), regia di Darrell Roodt (1993)
- L'occhio del male (Thinner), regia di Tom Holland (1996)
- True Blue - Sfida sul Tamigi (True Blue), regia di Ferdinand Fairfax (1996)
- The Definite Maybe, regia di Rob Rollins Lobl e Sam Sokolow (1997)
- Harvest, regia di Stuart Burkin (1998)
- Restless, regia di Jule Gilfillan (1998)
- Conta su di me (You Can Count on Me), regia di Kenneth Lonergan (2000)
- American Psycho, regia di Mary Harron (2000)
- Drop Back Ten, regia di Stacy Cochran (2000)
- The Dancer, regia di Frédéric Garson (2000)
- Il mistero dell'acqua (The Weight of Water), regia di Kathryn Bigelow (2000)
- I segreti del lago (The Deep End), regia di Scott McGehee e David Siegel (2001)
- Session 9, regia di Brad Anderson (2001)
- Un giorno rosso sangue (When Strangers Appear), regia di Scott Reynolds (2001)
- A Beautiful Mind, regia di Ron Howard (2001)
- Coastlines, regia di Víctor Núñez (2002)
- Four Reasons, regia di Radha Mitchell (2002)
- Tutta colpa dell'amore (Sweet Home Alabama), regia di Andy Tennant (2002)
- Hulk, regia di Ang Lee (2003)
- Secondhand Lions, regia di Tim McCanlies (2003)
- Wonderland, regia di James Cox (2003)
- Undertow, regia di David Gordon Green (2004)
- Dietro l'angolo (Around the Bend), regia di Jordan Roberts (2004)
- Stealth - Arma suprema (Stealth), regia di Rob Cohen (2005)
- Il vento del perdono (An Unfinished Life), regia di Lasse Hallström (2005)
- Glory Road, regia di James Gartner (2006)
- Poseidon, regia di Wolfgang Petersen (2006)
- Death in Love, regia di Boaz Yakin (2008)
- Management - Un amore in fuga, regia di Stephen Belber (2008) - cameo
- Tell-Tale, regia di Michael Cuesta (2009)
- Stolen - Rapiti (Stolen), regia di Anders Anderson (2009)
- Peacock, regia di Michael Lander (2010)
- William Vincent, regia di Jay Anania (2010)
- Daydream Nation, regia di Michael Goldbach (2010)
- Tre all'improvviso (Life as We Know It), regia di Greg Berlanti (2010)
- Little Murder, regia di Predrag Antonijevic (2011)
- Red Dog, regia di Kriv Stenders (2011)
- The Lincoln Lawyer, regia di Brad Furman (2011)
- Hide Away (A Year in Mooring), regia di Chris Eyere (2011)
- J. Edgar, regia di Clint Eastwood (2011)
- Stolen, regia di Simon West (2012)
- Big Sur, regia di Michael Polish (2013)
- Space Warriors, regia di Sean McNamara (2013)
- Mai lontano da qui (Wish you well), regia di Darnell Martin (2013)
- Little Accidents, regia di Sarah Colangelo (2014)
- L'ottava nota - Boychoir (Boychoir), regia di François Girard (2014)
- The Mend, regia di John Magary (2014)
- Ultimo viaggio in Oregon (Youth in Oregon), regia di Joel David Moore (2016)
- Dear Eleanor, regia di Kevin Connolly (2016)
- La donna più odiata d'America (The Most Hated Woman in America), regia di Tommy O'Haver (2017)
- The Silent Man (Mark Felt: The Man Who Brought Down the White House), regia di Peter Landesman (2017)
- What They Had, regia di Elisabeth Chomko (2018)
- The Guardian Angel, regia di Arto Halonen (2018)
- Atto di fede (Breakthrough), regia di Roxann Dawson (2019)
- Le Mans '66 - La grande sfida (Ford v. Ferrari), regia di James Mangold (2019)
- The Secret - La forza di sognare (The Secret: Dare to Dream), regia di Andy Tennant (2020)
- La notte del giudizio per sempre (The Forever Purge), regia di Everardo Gout (2021)
- The Black Demon, regia di Adrian Grünberg (2023)
- Blood for dust, regia di Rod Blackhurst (2024)
- La mappa che mi porta a te (The Map That Leads to You), regia di Lasse Hallström (2025)

### Televisione
- Una famiglia tutto pepe (True Colors) – serie TV, 1 episodio (1990)
- Una famiglia come le altre (Life Goes On) – serie TV, 1 episodio (1990)
- Figlio delle tenebre (Child of Darkness, Child of Light), regia di Marina Sargenti – film TV (1991)
- Parker Lewis – serie TV, 1 episodio (1991)
- Due come noi (Jake and the Fatman) – serie TV, 1 episodio (1991)
- Class of '61, regia di Gregory Hoblit – film TV (1993)
- L'ispettore Tibbs (In the Heat of the Night) – serie TV, 1 episodio (1994)
- La saga dei McGregor (Snowy River: The McGregor Saga) – serie TV, 15 episodi (1994-1995)
- Cracker – serie TV, 3 episodi (1999)
- Empire Falls - Le cascate del cuore (Empire Falls) – miniserie TV (2005)
- Will & Grace – serie TV, episodio 8x22 (2005)
- Possible Side Effects, regia di Tim Robbins – film TV (2009)
- Il socio (The Firm) – serie TV, 22 episodi (2012)
- The Mysteries of Laura – serie TV, 38 episodi (2014-2016)
- Last Week Tonight with John Oliver – serie TV, episodio 2x04 (2015)
- Yellowstone – serie TV, 9 episodi (2018-2022)
- Palm Royale – serie TV, 10 episodi (2024)

## Doppiatori italiani
Nelle versioni in italiano delle opere in cui ha recitato, Josh Lucas è stato doppiato da:
- Stefano Benassi in A Beautiful Mind, Tutta colpa dell'amore, Hulk, Glory Road, Stolen, Hide Away, L'ottava nota - Boychoir, La donna più odiata d'America, The Secret - La forza di sognare, Palm Royale
- Massimo De Ambrosis in American Psycho, Il mistero dell'acqua, Un giorno rosso sangue, Stealth - Arma suprema, Il vento del perdono
- Luca Ward in Wonderland, Undertow, Poseidon, The Mysteries of Laura
- Francesco Bulckaen in Tre all'improvviso, Yellowstone (st. 5), The Black Demon
- Riccardo Rossi in The Dancer, Dietro l'angolo, Il socio
- Francesco Prando in Space Warriors, Dear Eleanor, Le Mans '66 - La grande sfida
- Gianluca Tusco in I segreti del lago, Atto di fede
- Massimo Lodolo in Ultimo viaggio in Oregon, Yellowstone (st. 1-2)
- Simone D'Andrea in The Silent Man, La notte del giudizio per sempre
- Francesco Pezzulli in La saga dei McGregor
- Andrea Ward in Will & Grace
- Nino Prester in Session 9
- Andrea Lavagnino in Empire Falls - Le cascate del cuore
- Davide Marzi in The Lincoln Lawyer
- Vittorio De Angelis in J. Edgar